# Прадо, Леонсио
Леонсио Прадо Гутьеррес (исп. Leoncio Prado Gutiérrez; 24 августа 1853, Уануко — 15 июля 1883, Уамачуко, Ла-Либертад) — перуанский военный, участвовавший в различных военных действиях против Испании; на Кубе и Филиппинах в 1870-х годах. Он также участвовал в других войнах, таких как первая и вторая тихоокеанские войны.

## Биография
Родился в Уануко. Был сыном Мариано Игнасио Прадо и Марии Авелины Гутьеррес.
С раннего возраста его привлекала военная карьера. Его отец, который в то время был командиром полка Лансерос де ла Юнион (Союзный уланский полк), разрешил ему поступить в этот военный корпус в возрасте 8 лет. В 1865 году он участвовал в революции 1867 года, которую возглавил его отец против президента Хуана Антонио Песета. После войны он начал обучение в колледже Богоматери Гваделупской.
В тринадцать лет он покинул школу, чтобы сражаться против испанцев в составе эскадры, которая плыла на юг Чили и участвовала в битве при Абтао, где получил звание гардемарина. Затем он участвовал в битве при Кальяо в 1866 году и был произведен в чин прапорщика.
В 21 год он отправился на Кубу, чтобы участвовать в борьбе за независимость карибской страны. Там он стал солдатом так называемой Десятилетней войны. Затем он сражался под командованием Максимо Гомеса.
В ноябре 1876 года, почти без оружия и боеприпасов, Леонсио Прадо и ещё десять человек захватили испанский пароход «Моктесума» с целью перенести войну на море. Он поднял на корабле кубинский флаг и переименовал его в «Сеспедес». Его преследовали несколько испанских военных кораблей, и после некоторого времени преследований он был вынужден самостоятельно потопить свой корабль. За свои действия на войне ему присвоено звание полковника кубинской армии.
В 1877 году он организовал экспедицию с целью добиться независимости Филиппин от Испании, однако попытка провалилась, поскольку его корабль затонул в шторме недалеко от Китая, от которого ему удалось спастись.
Когда Леонсио Прадо было 26 лет, в 1879 году разразилась война с Чили, так называемая Тихоокеанская война, поэтому молодой офицер вернулся в Перу, чтобы защищать свою страну. Он служил на флоте, а затем в армии. Сначала ему поручили организацию миноносцев, которые должны были действовать на острове Алакран в порту Арика против чилийских военно-морских сил. Позже, объединив Южную армию в 1880 году, ему было поручено сформировать военный корпус, с которым он участвовал в битве при Такне в мае. После поражения Перу в этой битве он вёл партизанскую войну вокруг Такны, пока в июле не был схвачен чилийцами в Татаре. Но затем его отпустили с условием, что он больше не будет участвовать в войне, чего он не выполнил. Позже он участвовал в кампании Сьерры и умер вскоре после битвы при Уамачуко в 1883 году.